# Сериков, Аскар
Аскар Сериков (каз. Асқар Серіков; 1927 год — 2007 год) — шахтёр, передовик производства, машинист горного комбайна шахты № 22 имени 50-летия Октябрьской революции комбината «Карагандауголь» Министерства угольной промышленности СССР, Карагандинская область, Казахская ССР. Герой Социалистического Труда (1971). Депутат Верховного Совета Казахской ССР. Член Президиума Верховного Совета Казахской ССР.

## Биография
Родился 28 ноября 1927 года в селе Зормата Букеевского уезда Уральской губернии Казакской АССР (ныне — в составе села Жыланды Курмангазинского района Атырауской области Казахстана).
С 1951 по 1960 год работал горнорабочим очистного забоя, забойщиком на шахтах № 20 и 22 (позднее — Шахта имени 50-летия Октябрьской революции) в Караганде. После окончания курсов машинистов угольного комбайна работал с 1962 по 1982 год машинистом горно-выемочной машины, горного комбайна, позднее — слесарем подземных работ, электрослесарем шахты имени 50-летия Октябрьской Революции.
Во время 8-й пятилетки (1966—1970) освоил новые горнодобывающие машины, в результате чего значительно увеличилась производительность труда. Добился высоких показателей в добыче угля. В 1971 году удостоен звания Героя Социалистического Труда за выдающиеся достижения в угольной промышленности.
Избирался депутатом Верховного Совета Казахской ССР 7-го и 8-го созывов, членом Президиума Верховного Совета Казахской ССР.
Скончался в 2007 году.

## Награды
- Герой Социалистического Труда — указом Президиума Верховного Совета СССР 30 марта 1971 года
- Орден Ленина — дважды
- Орден «Шахтёрская слава»
- Заслуженный горняк Казахской ССР